# Robert Vilarasau Poveda
Robert Vilarasau Poveda   (Artés, 7 d'agost de 2001) és un gimnasta català. Membre del club Egiba de Manresa, el 2018 fou finalista als Jocs Olímpics d'estiu de la Joventut i doble mundialista absolut. El 2020 es va proclamar campió d'Espanya absolut de Trampolí. El 2021, entrenant al Centre d'Alt Rendiment de Sant Cugat, va ser el primer en aconseguir, en un únic exercici, enllaçar dues sèries de 4 mortals.